# Katharina Martin
Katharina Martin (* 1971 in Münster) ist eine deutsche Numismatikerin.

## Leben und Leistungen
Katharina Martin studierte Altertumswissenschaften an der Universität Münster. Schon als Studentin war sie von 1993 bis 1999 Hilfskraft der Forschungsstelle Asia Minor. Nach der Erlangung des Magister-Abschlusses mit der Arbeit Darstellungen von Demeter und Kore auf den Münzen von Kyzikos  im Jahr 2000 war sie bis 2004 wissenschaftliche Hilfskraft der Arbeitsstelle. Nachdem sie von 2004 bis 2005 Graduiertenstipendiatin der Universität war, war Martin von 2006 bis 2008 Wissenschaftliche Mitarbeiterin der Forschungsstelle Asia Minor. Die Promotion erfolgte 2007 in Münster, die Dissertation hatte den Titel ΔΗΜΟС. ΒΟΥΛΗ. ΓЄΡΟΥСΙΑ. Personifikationen städtischer Institutionen auf kaiserzeitlichen Münzen aus Kleinasien (= Demos, Boule, Gerousia). Von 2008 bis 2016 war sie Wissenschaftliche Mitarbeiterin am Exzellenzcluster „Religion und Politik“ in Münster, im Anschluss hatte sie ein Forschungsstipendium des Exzellenzclusters inne. 2017 ging sie als Koordinatorin zum Verbundprojekt Netzwerk Universitärer Münzsammlungen in Deutschland (NUMiD) an die Universität Düsseldorf. Nach einem Lehrauftrag an der Universität Tübingen im Sommersemester 2021 kehrte Martin als Kuratorin der Münzsammlung des Archäologischen Instituts der Universität Münster nach Münster zurück.
Martin forscht vorrangig zur griechischen Numismatik. Sie ist Mitherausgeberin der Online Zeitschrift zur Antiken Numismatik (OZeAN).

## Publikationen (Auswahl)
Monografien
- Demos · Boule · Gerousia. Personifikationen städtischer Institutionen auf kaiserzeitlichen Münzen aus Kleinasien (= EUROS. Band 3). Habelt, Bonn 2013, ISBN 978-3-7749-3871-7.
- Kultur- und Stadthistorisches Museum Duisburg. Sammlung Köhler-Osbahr V/1. Griechische Münzen: Europa. Kultur- und Stadthistorisches Museum Duisburg, Duisburg 2003, ISBN 978-3-89279-599-5.

Herausgeberschaften
- mit Benedikt Eckhardt: Geld als Medium in der Antike. Verlag Antike, Berlin 2011, ISBN 978-3-938032-46-6.
- Achim Lichtenberger, Heinz-Helge Nieswandt und Dieter Salzmann: Das Diadem der hellenistischen Herrscher. Übernahme, Transformation oder Neuschöpfung eines Herrschaftszeichens? (= EUROS. Band 1). Habelt, Bonn 2012, ISBN 978-3-7749-3758-1.
- mit Achim Lichtenberger, Heinz-Helge Nieswandt und Dieter Salzmann: BildWert. Nominalspezifische Kommunikationsstrategien in der Münzprägung hellenistischer Herrscher (= EUROS. Band 2). Habelt, Bonn 2014.
- mit Christian Sieg: Zukunftsvisionen zwischen Apokalypse und Utopie (= Religion und Politik. Band 13). Ergon Verlag, Würzburg 2016, ISBN 978-3-95650-211-8.
- mit Benedikt Eckhardt: Eine neue Prägung. Innovationspotentiale von Münzen in der griechisch-römischen Antike (= Philippika. Band 102). Harrassowitz, Wiesbaden 2016, ISBN 978-3-447-10705-1.
- mit Martin Mulsow und Johannes Wienand: Universitäre Münzsammlungen im deutschsprachigen Raum. Geschichte, Gegenwart und Zukunft. Vandenhoeck & Ruprecht 2025, ISBN 978-3-525-30608-6.